# アンディーン (潜水艦)
アンディーン (HMS Undine) はイギリス海軍の潜水艦。U級。 
1936年11月5日発注。1937年2月19日起工。1937年10月5日進水。1938年8月21日就役。
1939年8月31日、「アンディーン」、および同級の「ユニティ」、「Ursula」はBlythよりHeligoland Bightへ向け出航。3隻とも9月13日、Blythに帰投した。帰投後、3隻ともエンジンフレームにひびが生じていることが見つかった。
10月22日、ロサイスより出撃し、2度目の哨戒に向かう。デンマーク西岸沖およびHeligoland Bightでの哨戒の後、11月7日にロサイスに帰投。11月23日、Blythより出撃し、3度目の哨戒に向かう。ノルウェー南西岸沖での哨戒の後、12月10日にBlythに帰投。
12月31日、「アンディーン」（Alan Jackson少佐）はBlythより出撃し、4度目の哨戒に向かう。
出撃後、アスディックをおさめたドームへの浸水がありアスディックが正常に機能していないことが発覚するも、「アンディーン」はそのまま活動場所へと向かった。最初のHorns Reef沖では何も起きず、次いで「アンディーン」はヘルゴラント島沖へ向かった。1940年1月7日、ヘルゴラント島の西南西約10浬でドイツの掃海トローラー2隻（実際は掃海艇「M1204 Anna Busse」と「M1203 Bürgermeister Schmidt」または特設掃海艇「M1204 Anne Busse」と「M1203 Bürgermesiter Smidt I」）を発見し、先頭のトローラー（「M1204」）に対して魚雷1本を発射。しかし、目標の速度を2ノット遅く見積もっていたため魚雷は外れ、ドイツ掃海艇は爆雷攻撃を実施した。「アンディーン」では前述のアスディックに加えて聴音器にも問題があり、ほぼ盲目状態であった。そのため攻撃が止んだ後で潜望鏡をあげたところ敵のすぐそばであり、爆雷3発の爆発で潜舵が上昇の状態で固定されたことで「アンディーン」は浮上。Jacksonは総員退艦を命じ、乗員は艦を離れた後、全員救助された。
そのころドイツ側の指揮官Fritz Petzelの乗る掃海艇「M1201 Harvestehude」が到着し、Petzelや他2隻の艇長は機密文書獲得やエンジンを止めるなどして沈没を止めるため「アンディーン」へ乗り込んだが、塩素ガスに妨げられた。ガスマスクを装着した掃海艇乗員たちがエンジンを止めるも、その後すぐに「アンディーン」は沈没した。
「アンディーン」乗員は戦争終結までドイツの捕虜収容所で過ごした。